# Volcán Tinguiririca
Volcán Tinguiririca är en kon i Chile.   Den ligger i regionen Región de O'Higgins, i den södra delen av landet, 150 km söder om huvudstaden Santiago de Chile. Toppen på Volcán Tinguiririca är 4 296 meter över havet, eller 200 meter över den omgivande terrängen. Bredden vid basen är 2,1 km.
Terrängen runt Volcán Tinguiririca är huvudsakligen mycket bergig. Runt Volcán Tinguiririca är det ganska glesbefolkat, med 35 invånare per kvadratkilometer.. Det finns inga samhällen i närheten.
Trakten runt Volcán Tinguiririca är ofruktbar med lite eller ingen växtlighet.